# 번뇌의 작용
번뇌(煩惱)는 마음에 동요를 일으켜 몸과 마음을 뇌란(惱亂: 요동시킴, 고요하지 못하게 함, 괴롭히고 혼란스럽게 함)시키는 마음작용이라고 정의된다. 이 정의에 따르면 번뇌의 주된 작용 또는 본질적 작용은 마음으로 하여금 고요한 상태, 즉, 적정(寂靜)의 상태에 있지 못하게 하는 것이다. 이러한 본질적인 작용에 바탕하여 부파불교와 대승불교의 논서들에서는 보다 자세하게 번뇌의 작용에 대해 말하고 있다.
부파불교의 염오무지 · 불염오무지의 교의와 대승불교의 번뇌장 · 소지장의 2장(二障)의 교의에 따르면, 첫째, 번뇌는 열반을 장애하는 작용, 즉 이염(離染)을 장애하여 생사를 유전하게 하는 작용을 한다. 둘째, 앎 또는 지혜를 장애하는 작용, 특히 2장(二障)의 교의에 따르면 진여의 무분별지(보리)의 발현을 장애하는 작용을 한다. 2장(二障)의 교의에 따르면, 모든 번뇌는 이 2가지 작용을 동시에 한다.

## 경론별 설명

### 구사론
부파불교의 설일체유부의 논서인 세친의 《구사론》 제19권에 따르면,
현행하고 있는 번뇌 특히 근본번뇌는 다음의 10가지 작용을 한다.
1. 견근본(堅根本): 근본(根本)을 견고하게 한다. 즉, 번뇌의 득, 즉 번뇌의 획득과 성취를 견고하게 한다.
2. 입상속(立相續): 번뇌의 상속을 일으킨다.
3. 치자전(治自田): 소의신[自田]을 번뇌를 일으키기에 적합한 상태로 만든다.
4. 인등류(引等流): 등류(等流)인 수번뇌(隨煩惱)를 끌어오고 일으킨다.
5. 발업유(發業有): 업유(業有)를 일으킨다. 즉 후유(後有)를 초래하는 업을 일으킨다.
6. 섭자구(攝自具): 자구(自具: 스스로의 원인)를 포섭한다. 즉 근본번뇌 자신의 자량이 되는 비리작의(非理作意) 즉 참답지 못한 사유를 포섭한다.
7. 미소연(迷所緣): 바른 지혜[正慧]를 손상시켜 소연에 대해 미혹하게 한다.
8. 도식류(導識流): 식(識)의 흐름을 인도한다. 즉, 후유의 소연에 대해 능히 속생(續生)의 식을 일으키며 온갖 소연에 대해 염오식을 낳는다.
9. 월선품(越善品): 선(善)을 어기게 한다.
10. 광박의(廣縛義): 널리 속박하여 자계(自界)와 자지(自地), 즉 유정 각자의 현재의 계(界)와 지(地)를 초월하지 못하게 한다.

### 유가사지론
대승불교의 유식유가행파의 논서인 미륵의 《유가사지론》 제8권에 따르면,
번뇌는 셀 수 없이 많은 과환(過患)의 작용을 하는데, 그 가운데서 특히 다음을 들 수 있다.
1. 뇌란기심(惱亂其心): 가장 우선하는 작용으로, 유정의 마음을 뇌란(惱亂)시킨다.
2. 발기전도(發起顛倒): 소연(所緣)에 대해서 전도(顚倒)를 일으킨다.
3. 득견고(得堅固): 갖가지 수면(隨眠), 즉 번뇌의 종자가 견고해지게 한다.
4. 등류전(等流轉): 등류(等流)의 유위법[行]을 상속시켜 전전[轉]하게 한다.
5. 인자타구해(引自他俱害): 능히 자해(自害: 자신을 해침) · 타해(他害: 남을 해칭) · 구해(俱害: 자신과 남을 함께 해침)를 인기(引起)한다.
6. 생현후구법죄(生現後俱法罪): 현법(現法: 현재세) · 후법(後法: 미래세) · 구법(俱法: 현재세와 미래세 모두)에서 죄(罪)가 생기게 한다.
7. 수우고(受憂苦): 현법(現法: 현재세) · 후법(後法: 미래세) · 구법(俱法: 현재세와 미래세 모두)에서 죄(罪)로부터 생겨나는 몸과 마음의 근심[憂]과 괴로움[苦]을 받게 한다.
8. 인대고(引大苦): 생(生) · 노(老) · 병(病) · 사(死) 등의 갖가지 커다란 괴로움을 능히 인기(引起)한다.
9. 원열반락(遠涅槃樂): 열반의 즐거움으로부터 멀어지게 하고 또한 그 상태가 계속되게 한다.
10. 퇴실선법(退失善法): 뛰어난 선법(善法)이 퇴실(退失: 쇠퇴와 상실)되게 한다.
11. 자재손실(資財損失): 성도(聖道)의 자량(資糧: 자재와 식량, 즉 선근과 공덕)이 쇠손(衰損: 쇠하고 줄어듦)되고 산실(散失: 흩어져 상실됨)되게 한다.
12. 부득무외(不得無畏): 대중[衆] 가운데 있을 때 무외(無畏)하는 상태가 되지 못하게 함으로써 두려워하고[悚懼] 위의(威儀)가 없게 한다.
13. 악명유포(惡名流布): 비루하고 악명(惡名)이 세상에 유포되게 한다.
14. 소가훼(所訶毀): 항상 지혜로운 이[智者]들로부터 질책[訶毁]을 받게 한다.
15. 임종우회(臨終憂悔): 임종할 때에 큰 근심[憂]과 후회[悔]가 생기게 한다.
16. 타악취(墮惡趣): 몸이 무너지고 나서 나락가(那落迦: 지옥) 등의 갖가지 악취(惡趣)에 태어나게 한다.[19]
17. 부증의리(不證義利): 자승의리(自勝義利), 즉, 스스로 뛰어난 의리(義利), 즉 본질적으로 뛰어난 의(義: 복덕, 세간선)와 이(利: 지혜, 출세간선)를 증득하지 못하게 한다.[20]

### 현양성교론
대승불교의 유식유가행파의 논서인 무착의 《현양성교론》 제1권에 따르면,
모든 번뇌, 즉 모든 근본번뇌와 수번뇌는 각자의 본질적 성질에 따른 개별적 · 특징적 작용을 일으킬 뿐만 아니라 다음의 5가지 공통된 작용도 일으킨다.
1. 상대되는 선(善)을 장애한다. 예를 들어 탐(貪)은 무탐(無貪)을 장애한다.
2. 보리(菩提)의 증득을 위한 자량(資糧: 자재와 식량, 즉 선근과 공덕)이 원만해지는 것을 장애한다.
3. 자신과 남에게 손해를 입힌다[損害自他].
4. 악도(惡道)에 떨어지게[趣] 한다.
5. 해당 번뇌 자체를 증장시킨다. 예를 들어 탐(貪)은 탐(貪)을 증장시킨다.

## 같이 보기
- 마음작용 (아비달마구사론)
- 마음작용 (현양성교론)
- 마음작용 (성유식론)
- 3도: 견도 · 수도 · 무학도
  - 견도: 16심 · 고법지인
  - 무학도: 34심
  - 성문 수행계위: 4향4과
  - 보살 수행계위: 52위
- 현관: 4제현관 · 6현관
- 유루 · 무루
- 번뇌 · 잡염
- 번뇌의 다른 이름
- 번뇌의 작용
- 번뇌의 분류
  - 근본번뇌 · 수면
    - 3근본번뇌 · 3박 · 6수면 · 7수면 · 10수면
    - 설일체유부의 98근본번뇌
      - 견혹: 설일체유부의 88근본번뇌
      - 수혹: 설일체유부의 10근본번뇌

    - 대승불교 일반의 5주지번뇌와 번뇌장 · 소지장
    - 유식유가행파의 번뇌장 · 소지장
      - 유식유가행파의 128근본번뇌
        - 견혹: 유식유가행파의 112근본번뇌
        - 수혹: 유식유가행파의 16근본번뇌

  - 수번뇌
    - 8전 · 10전 · 6번뇌구

  - 5하분결 · 5상분결
  - 108번뇌
  - 9결
  - 5개
- 유부무기와 불선
  - 유부무기
    - 욕계의 번뇌의 일부 · 색계의 번뇌 · 무색계의 번뇌
    - 4근본번뇌 (말나식의 4번뇌: 아치 · 아견 · 아만 · 아애)

  - 불선 · 악
    - 욕계의 번뇌의 대다수
    - 불선근
    - 5악 · 10악

## 참고 문헌
- 무착 지음, 현장 한역 (K.571, T.1602). 《현양성교론》. 한글대장경 검색시스템 - 전자불전연구소 / 동국역경원. K.571(16-1), T.1602(31-480). |title=에 외부 링크가 있음 (도움말)
- 세친 지음, 현장 한역, 권오민 번역 (K.955, T.1558). 《아비달마구사론》. 한글대장경 검색시스템 - 전자불전연구소 / 동국역경원. K.955(27-453), T.1558(29-1). |title=에 외부 링크가 있음 (도움말)
- 운허.  동국역경원 편집, 편집. 《불교 사전》. |title=에 외부 링크가 있음 (도움말)
- 호법 등 지음, 현장 한역, 김묘주 번역 (K.614, T.1585). 《성유식론》. 한글대장경 검색시스템 - 전자불전연구소 / 동국역경원. K.614(17-510), T.1585(31-1). |title=에 외부 링크가 있음 (도움말)
- (중국어) 무착 조, 현장 한역 (T.1602). 《현양성교론(顯揚聖教論)》. 대정신수대장경. T31, No. 1602, CBETA. |title=에 외부 링크가 있음 (도움말)
- (중국어) 佛門網. 《佛學辭典(불학사전)》. |title=에 외부 링크가 있음 (도움말)
- (중국어) 星雲. 《佛光大辭典(불광대사전)》 3판. |title=에 외부 링크가 있음 (도움말)
- (중국어) 세친 조, 현장 한역 (T.1558). 《아비달마구사론(阿毘達磨俱舍論)》. 대정신수대장경. T29, No. 1558, CBETA. |title=에 외부 링크가 있음 (도움말)
- (중국어) 호법 등 지음, 현장 한역 (T.1585). 《성유식론(成唯識論)》. 대정신수대장경. T31, No. 1585, CBETA. |title=에 외부 링크가 있음 (도움말)